# Национални пут Јапана 378
Национални пут Јапана 378 је Национални пут у Јапану, пут број 378, који спаја градове Ијо и Уваџима, укупне дужине 124,1 км.